# Луг (Киришский район)
Луг — деревня в Будогощском городском поселении Киришского района Ленинградской области.

## История
Согласно переписи 1710 года усадище Луг упоминается в Никольском Пчевском погосте Заонежской половины Обонежской пятины.
На карте Ф. Ф. Шуберта 1844 года отмечена деревня Луг у реки «Пожутинка».

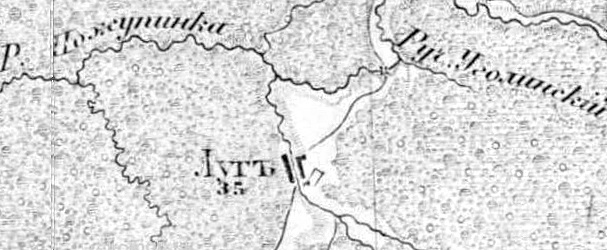
Деревня Луг на карте 1872 года

Согласно карте Ф. Ф. Шуберта 1872 года деревня Луг насчитывала 35 крестьянских дворов.
В конце XIX — начале XX века деревня административно относилась к Васильковской волости 4-го стана 3-го земского участка Тихвинского уезда Новгородской губернии.

ЛУГ — усадьба В. А. Киселёва, дворов — 4, жилых домов — 1, число жителей: 2 м. п., 4 ж. п. 

Занятия жителей — стража. Ручей Потный. Смежна с деревней Луг.

ЛУГ — деревня Лугского сельского общества, дворов — 51, жилых домов — 55, число жителей: 134 м. п., 144 ж. п. 

Занятия жителей — земледелие, лесные заработки. Ручей Потный и речка Пожутина. Часовня, земская школа. (1910 год)

Согласно карте Петроградской и Новгородской губерний 1915 года деревня Луг насчитывала 35 крестьянских дворов.
С 1917 по 1918 год деревня Луг входила в состав Васильковской волости Тихвинского уезда Новгородской губернии.
С 1918 года в составе Череповецкой губернии.
С 1927 года в составе Кукуйского сельсовета Будогощенского района Ленинградского округа.
С 1930 года в составе Ленинградской области.
С 1932 года в составе Киришского района.

Деревня Луг на карте 1932 года

Согласно карте Ленинградской области Северо-западного аэрогеодезического треста ГГУ издания 1932 года деревня насчитывала 25 крестьянских дворов.
По данным 1933 года деревня Луг являлась административным центром Лугского сельсовета Киришского района, в который входили 3 населённых пункта, деревни Бор Хутора, Кроливно, Луг, общей численностью населения 540 человек.
По данным 1936 года в состав Лугского сельсовета входили 3 населённых пункта, 126 хозяйств и 2 колхоза.
Согласно переписи населения СССР 1939 года население деревни Луг составляло 329 человек, из них 82 человека переехали в деревню с окрестных хуторов: Бор, Овчинникова и Волкова, Дмитриева и Заречье.
С 1963 года в составе Волховского района.
С 1965 года вновь в составе Волховского района. В 1965 году население деревни Луг составляло 17 человек.
По данным 1966, 1973 и 1990 годов деревня Луг входила в состав Кукуйского сельсовета Киришского района.
В деревне находилась молочная ферма совхоза «Штурм» на 175 коров.
В 1997 году в деревне Луг Кукуйской волости проживали 63 человека, в 2002 году — 43 (русские — 96 %).
В 2007 году в деревне Луг Будогощского ГП проживали 43 человека, в 2010 году — 44.

## География
Деревня расположена в восточной части района к югу от автодороги 41А-009 (Лодейное Поле — Тихвин — Чудово).
Расстояние до административного центра поселения — 19 км.
К востоку от деревни проходит железная дорога Будогощь — Тихвин. Расстояние до ближайшей железнодорожной станции Будогощь — 10 км.
К северу от деревни протекает река Пожупинка, к западу — ручей Питной.

## Демография

### Национальный состав
Согласно данным Всероссийской переписи населения 2021 года в деревне проживали 29 человек, все русские.

## Инфраструктура
Сельский клуб.

## Транспорт
Автобусный маршрут № 247 Будогощь — Луг

## Улицы
Липовская, Ручейная, Садовая.